# Water injection dredger

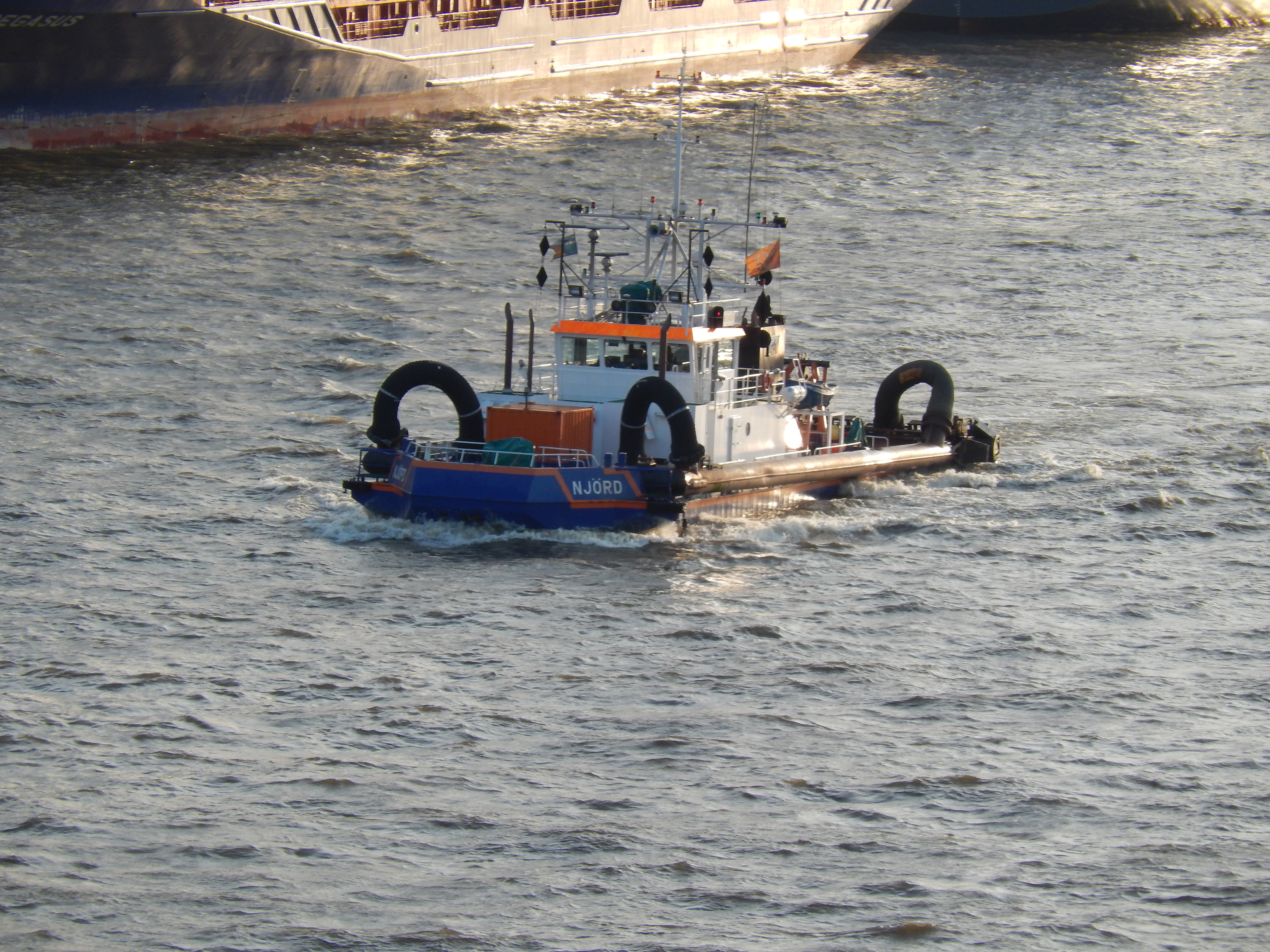
Het waterinjectievaartuig Njörd in actie Hamburg

Een water injection dredger (WID) oftewel waterinjectiebaggerschip is een baggerschip dat bodemmateriaal verplaatst door water onder lage druk in de bodem te spuiten.
Waterinjectiebaggeren is een methode van baggeren, ontwikkeld door ing.  R.N. van Weezenbeek rond 1985, die met name geschikt is om recent afgezet sediment te verwijderen (onderhoudsbaggerwerk). De methode is ook toepasbaar om fijn zand over kortere afstanden te verplaatsen. Het eerste echte baggerinjectievaatuig is in 1987 gebouwd door Ravestein in Deest in opdracht van het toenmalige Volker-Stevin dredging. Dit was een verbeterde versie van het prototype, de Woelnix, waarmee in 1985 een aantal kleinere havens langs de Westerschelde zijn gebaggerd.

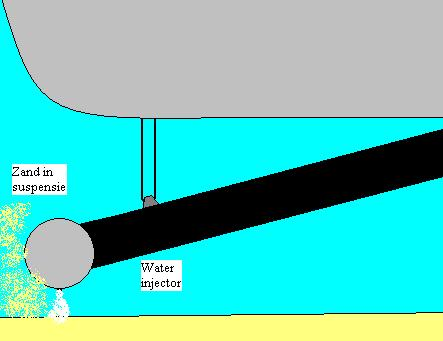
Water Injection Dredger (WID)

Het principe van waterinjectiebaggeren berust op het verschijnsel dat een vloeistof, zwaarder dan water, over de bodem als een dichtheidsstroming kan afstromen. Om deze vloeistof te maken wordt water onder lage druk in de bodem geïnjecteerd. Deze lage druk is van belang om te voorkomen dat het bodem materiaal zich door dispersie verspreidt. Het bodemmateriaal moet rustig in suspensie gebracht worden. Het water wordt geïnjecteerd door jetnozzles die op de injectiebalk zijn bevestigd. De injectiebalk is door 1 (T-vormig) of 2 (U-vormig) stalen pijpen met het baggerschip verbonden. De injectiebalk kan worden neergelaten of opgetrokken met een kabel.
Bij waterinjectie moet men goed rekening houden met stromingen (zoals van het getij) om te zorgen dat het materiaal niet in een verkeerd gebied terechtkomt.
Het grote voordeel van waterinjectiebaggeren is dat met veel kleiner materieel gewerkt kan worden en dat het te verwijderen materiaal niet eerst uit het water gepompt hoeft te worden. Het nadeel is dat bij een slechte uitvoering er onbedoeld veel fijn materiaal in suspensie in de hele waterkolom kan komen. Bovendien wordt het verwijderde materiaal in de nabijheid weer afgezet. Soms gaat dat prima (of het wordt door een stroming meegevierd), maar in andere locaties is dat heel problematisch.
Waterinjectiebaggeren is per definitie ongeschikt voor baggeren van verontreinigde waterbodems.
Voorstanders van waterinjectie zijn van mening dat dit een natuurlijke manier van baggeren is, terwijl hun tegenstanders het hier niet mee eens zijn.

## Verschil met agitatiebaggeren
Bij agitatiebaggeren wordt (meestal mechanisch) het bodem materiaal in suspensie gebracht en wordt het daarna door de stroming weggevoerd. Er ontstaat hier dan een grote sedimentwolk. Over het algemeen is dat zeer onwenselijk, gezien de bezwaren voor het aquatisch milieu. Bij een goede uitvoering van waterinjectiebaggeren ontstaat een relatief dunne laag met een water-sediment mengsel. Die laag mengt niet met de tast van de waterkolom.

## Aandachtspunten bij hydrografie
Als er wordt gekeken naar waterinjectie in verband met hydrografie (het in kaart brengen van de bodem, cruciaal bij het baggeren) dan heeft waterinjectie zekere eigenschappen waar een hydrograaf rekening mee moet houden. Als al het bodemmateriaal in suspensie gebracht wordt, zorgt dit voor spikes (foute afwijkingen in de metingen).
Meten in de hydrografie werkt door een geluidssignaal (bijvoorbeeld met een singlebeam echolood) naar de bodem te sturen, dit weer te ontvangen en vervolgens te kijken hoelang dit erover heeft gedaan. Dit gebeurt een aantal maal per seconde. Als er een laag van deeltjes in suspensie boven de bodem zweeft, kan dit signaal hierop terugkaatsen waardoor de apparatuur een verkeerde diepte kan opslaan. Door tijdens de metingen een filter te gebruiken kunnen dieptes die te klein zijn worden genegeerd. Voorzichtigheid is hierbij echter geboden, want wat een te kleine diepte is stelt de onderzoeker zelf in. Als hij dan een ondieper gedeelte van het meetgebied invaart, zullen alle data die te ondiep zijn worden genegeerd.
Verder is het zo dat ondiepere gebieden minder last hebben van de in suspensie gebrachte deeltjes, omdat de zwaartekracht deze naar de diepere gedeeltes trekt. Ook kan er direct na het injecteren van water het beste worden gemeten, want dan zijn de deeltjes verspreid over de hele waterkolom. Als het enige tijd heeft om tot rust te komen, zal er een dikkere laag van deeltjes tot stand komen die eerder de meetsignalen reflecteren.